# 小福卢德
小福卢德，是匈牙利杰尔-莫雄-肖普朗州所辖的一个村。总面积15.10平方公里，总人口756，人口密度50.1人/平方公里（2011年1月1日）。